# Voortrekker

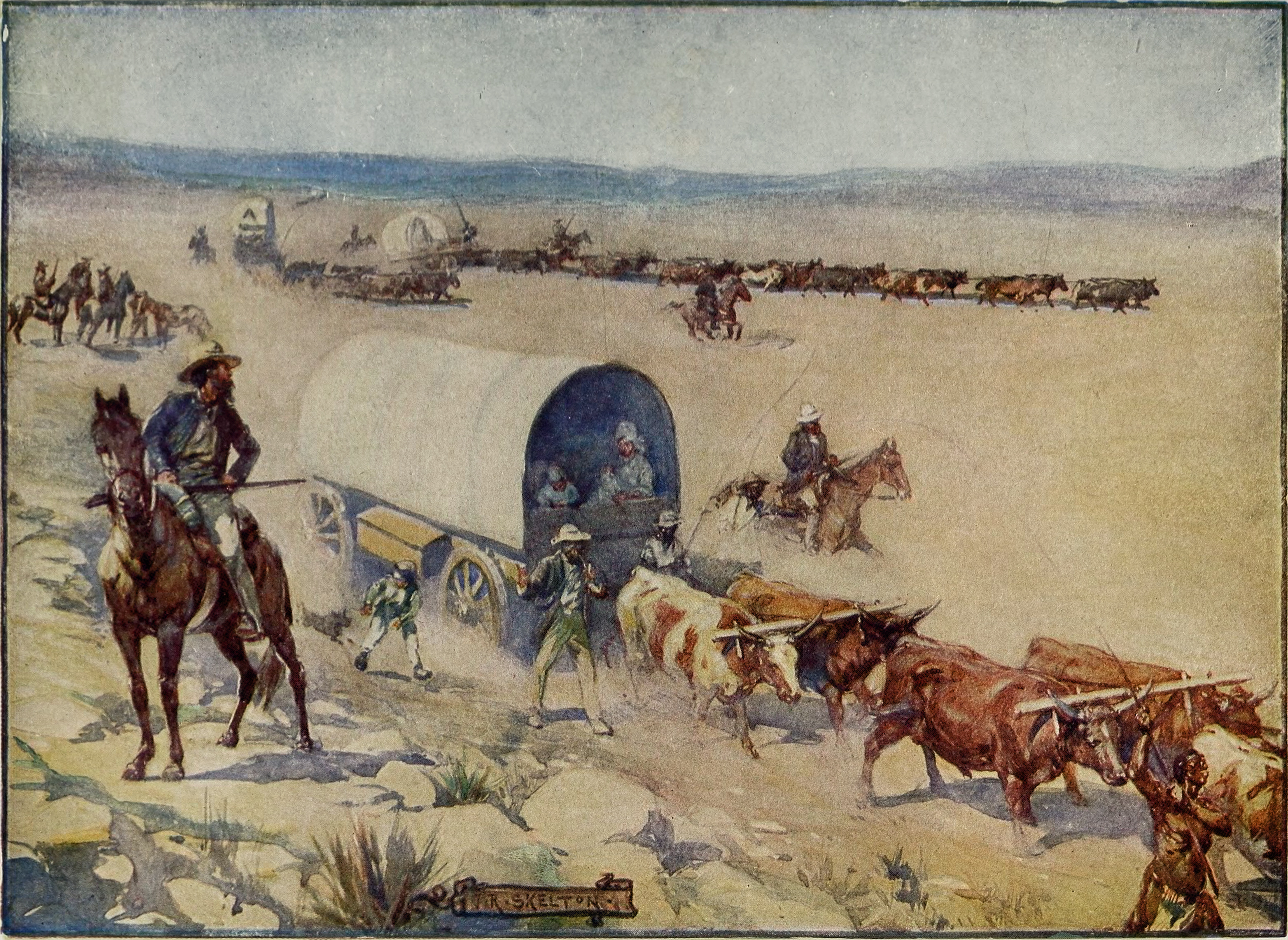
Die Voortrekker, Gemälde von G. S. Smithard und J. S. Skelton, 1909

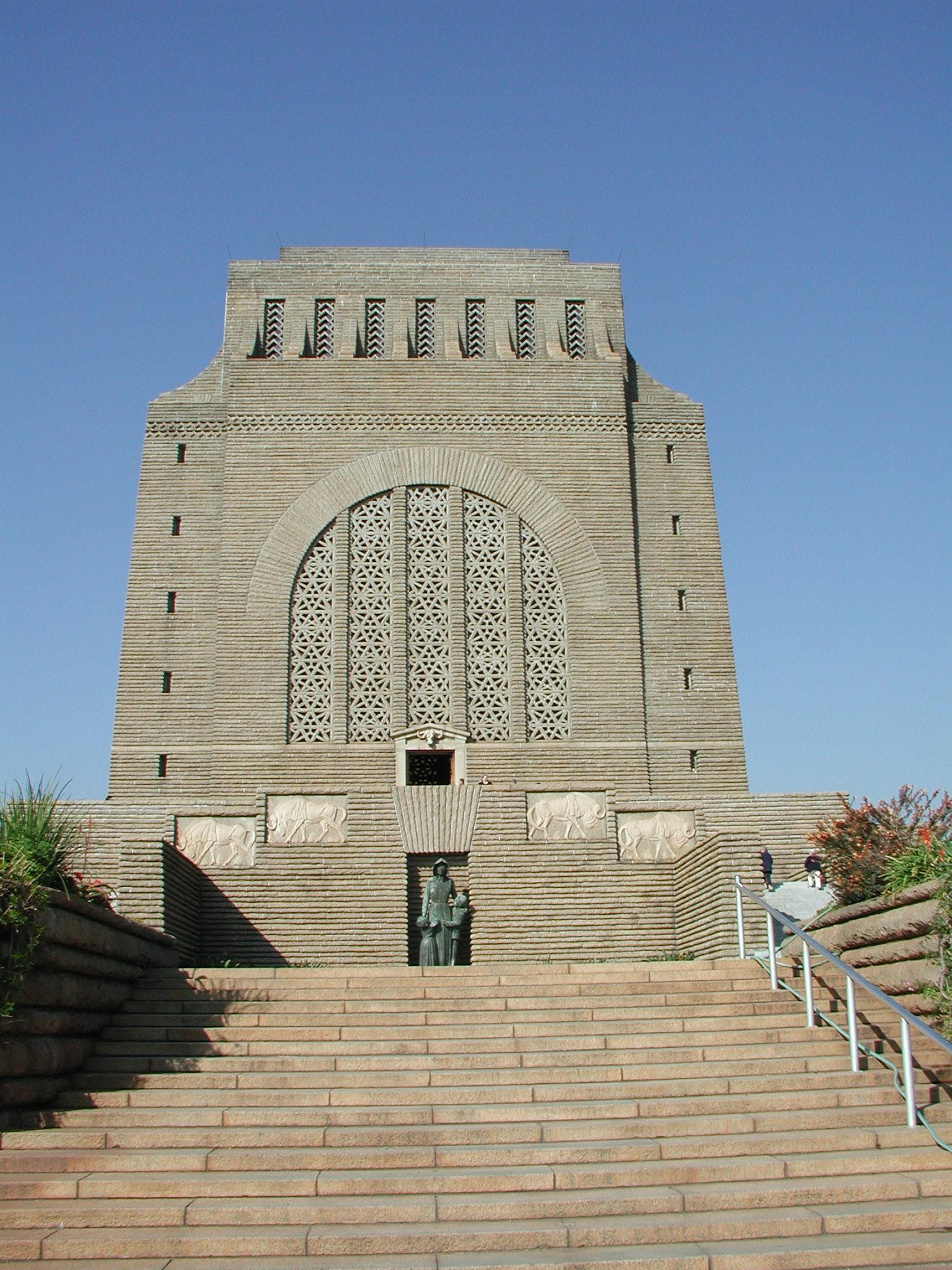
Das Voortrekkerdenkmal in Pretoria

Voortrekker-Flagge

Voortrekker (Afrikaans/Niederländisch für „Pionier“ (Vorherzieher)) sind die burischen Bewohner der Kapregion, die nach der britischen Annexion der Kapkolonie ab 1835 im Großen Treck in Richtung Nordosten auswanderten.

## Geschichte
Zu den Auslösern des Trecks gehörten das offizielle Verbot der Sklaverei durch die Briten, das vielen Buren der Kapkolonie die Existenzgrundlage entzog, sowie die Abschaffung des Niederländischen als Amtssprache bzw. des Niederländischen und des Afrikaans als Gerichtssprache, obwohl die meisten Buren das Englische nicht beherrschten. Von 1835 bis 1841 wanderten etwa 12.000 Buren ins Landesinnere, um sich neues Farmland zu suchen. Diese Volkswanderung wurde als Großer Treck bezeichnet und die beteiligten Buren als Voortrekker. Die Voortrekker gründeten im Nordosten des heutigen Südafrikas die Burenrepubliken (Transvaal, Oranje-Freistaat, Natalia und einige weitere kleinere Staaten).
Nach diesen historischen Pionieren wurde die südafrikanische Jugendorganisation Voortrekkers benannt.
Bis etwa 1880 war statt Voortrekker das Wort Trekker üblich.

## Die Jerusalemgangers
Bei einer von Johan Adam Enslin geführten Gruppe von Voortrekkern verband sich der Widerstand gegen die Briten mit der calvinistisch begründeten Überzeugung, einem von Gott erwählten Volk anzugehören, zu der Entscheidung, quer durch Afrika nach Jerusalem zu ziehen. Doch mehr als die Hälfte der Jerusalemgangers (‚Jerusalemgeher‘), darunter auch Enslin selbst, erlagen 1852 der Malaria. Danach zerstreuten sich die Jerusalemgangers.